# 난반사

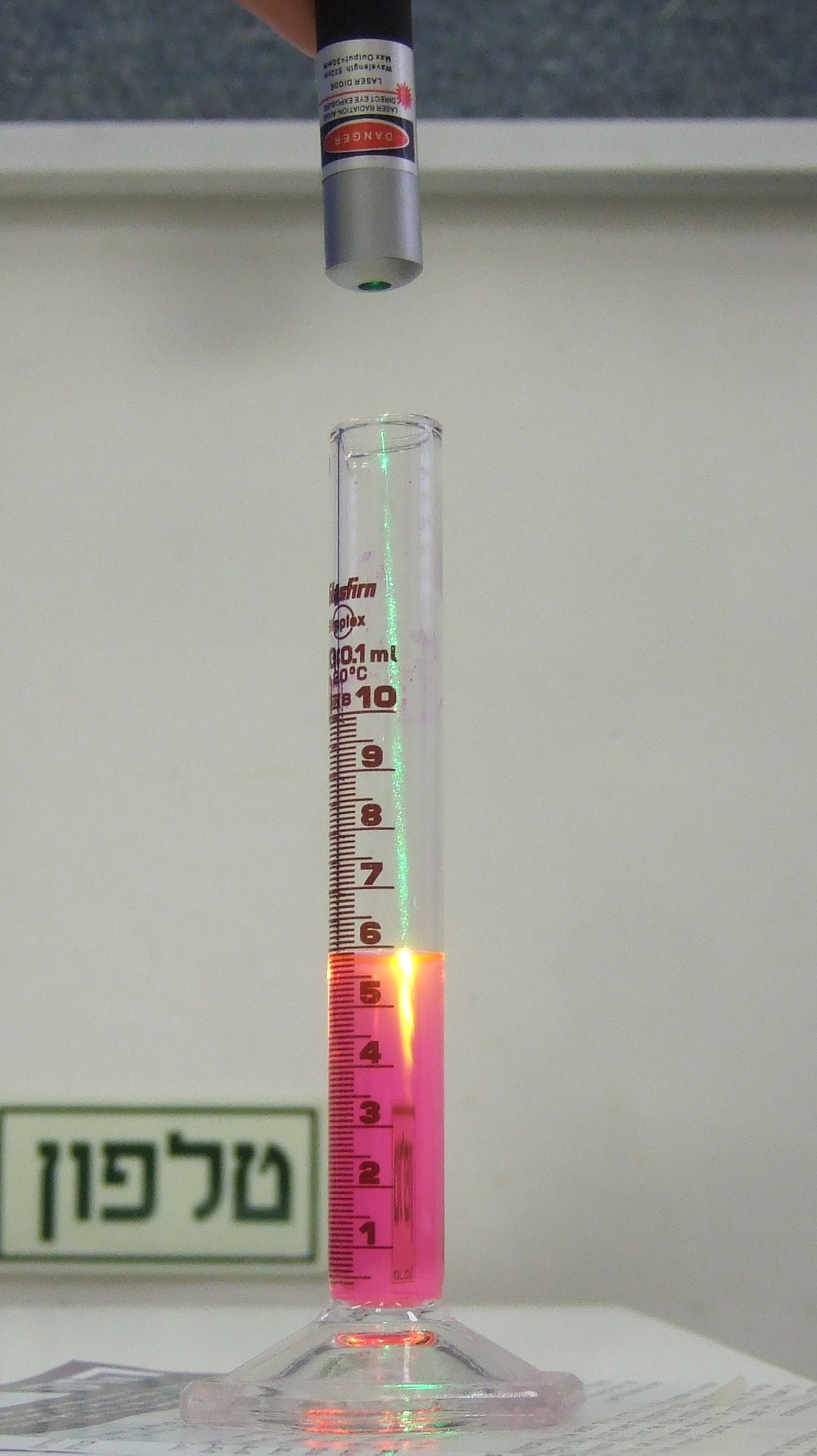

난반사(亂反射)는 표면으로 들어온 빛이 반사 될 때, 다수의 방향들로 반사되는 빛 반사이다. 정반사(正反射)가 단지 하나의 방향으로만 반사되는 것과 대조적이다. 빛이 비춰지고 있는 이상적인 난반사 표면은 어떤 방향에서 보더라도, 같은 휘도(Luminance)를 가진다. 이상적인 난반사 표면은 램버트 반사율 분포(Lambertian reflectance)를 따른다. 예를 들자면, 영화관 화면이나 창덕궁의 박석에서 볼수 있는 것이 난반사이다.

## 작동 원리
일반적으로 고체 난반사의 주요 원인은 표면의 거칠기 때문이 아니다. 정반사를 가지기 위해서는 평평한 표면이 필요하지만, 평평한 표면이 난반사를 완전히 없어지게 할 수는 없다. 흰 대리석을 아무리 연마하여 광을 내더라도, 거울이 되지는 않는다. 연마에 의한 광내기는 정반사 성분을 강하게 하지만, 나머지 반사되는 빛들은 여전히 확산되어 반사된다.
난반사의 가장 주요한 작동 원리에서 표면 자체는 중요하지 않다. 대부분의 빛은 표면 아래에서의 산란을 거친 후 나타난다. 얼음 결정의 다각형을 가진 눈(雪)을 표현하는 그림을 상상해보면, 입사된 빛은 첫 번째 입자에 의해 부분적으로 반사된 후 입자 내로 들어간다. 그리고 두 번째 입자와 접한 면에서 다시 한번 부분적으로 반사된 후 입자 내로 들어간다. 세 번째 입자에서도 마찬가지의 과정을 거친다. 이런 과정 속에서 초기 입사광은 임의의 방향들로 나누어지고(산란), 나누어진 빛들은 또 다시 임의의 방향들로 산란되는 과정을 반복하게 된다. 이런 모든 빛들은 눈에서 탈출하지 않는 한, 눈 결정들(빛을 흡수 하지 않음)의 속을 가로지르게 된다. 그 결과로 빛은 모든 방향으로 뻗어나가게 된다. 따라서 눈은 투명한 재질(얼음 결정)로 이루어져 있음에도 불구하고, 하얗게 보인다.
여기서 단순하게 "반사들"이라고 언급했지만, 난반사는 사실 하나의 반사된 빛에서 발생한다기 보다는 각 경계면들에서 발생한다. 여기서 경계면은 빛의 파장과 크기 수준에서 불규칙적인 재질들로 구성된 작은 입자들간의 접촉면을 의미 한다.
이러한 작동원리는 매우 일반적이다. 왜냐하면, 모든 주요 재질들은 서로를 붙잡고 있는 작은 물질들로 이루어지기 때문이다. 광물 재질은 일반적으로 다결정질이다. 이는 작은 3D 모자이크, 불규칙적인 결함이 있는 결정들로 묘사될 수 있다. 유기 재질들은 보통 세포나 섬유질로 구성되는데, 세포막과 복잡한 내부 구조를 가진다. 그리고 각 경계면의 비균질성 또는 결함들은 위의 작동 원리에 의해서 반사되거나 산란된 빛들의 방향을 바꿀 수 있다.
일부 특정한 재질들은 난반사를 일으키지 않는다. 가스, 액체, 투명한 플라스틱, 빛의 진입을 허용하지 않는 금속, 소금 결정이나 일부 보석같은 단결정질, 그리고 아주 특별한 유기 재질들(각막이나 수정체 등을 만드는 세포조직들)이 그렇다.
하지만 서리유리처럼 그 재질들의 표면이 미세 수준에서 거칠거나, 수정체의 백내장처럼 그 재질들의 균질한 구조가 망가진다면, 이러한 재질들도 난반사를 할 수 있다.
무광 페인트에서는 거의 난반사만 보이는 반면, 유광 페인트와 같은 표면들에서는 정반사와 난반사가 같이 보일 수 있다.

### 정반사 대 난반사
이론적으로 모든 재질들은, 빛의 파장 크기 수준의 불규칙성을 제거하는 연마에 의한 광내기에 의해서 정반사를 가질 수 있다. 액체나 유리와 같은 일부 재질들은 위에서 언급한 산란을 일으키는 내부 경계면 구조가 부족하기 때문에 투명하고 정반사만을 가진다. 그 외의 모든 일반적인 재질들 중에서 연마된 금속들 만이 효율적으로 빛을 정반사 시킬 수 있다(거울의 반사면 재질은 주로 알루미늄이나 은 이다). 예외적인 경우, 즉 유리 프리즘의 전반사, 혹은 호수 표면을 낮은 각의 시야에서 볼 때의 반사, 그리고 어류들의 은빛 피부와 같은 복잡한 구조, 유전체 거울의 반사면 등의 경우를 제외하면, 모든 다른 주요 재질들은 아무리 완벽하게 연마하더라도, 충분한 정반사를 가질 수 없다. 대신 흰 재질에서 발생하는 난반사는, 많은 경계면 반사들이 합쳐지면서, 그 재질들이 받은 모든 빛들을 돌려주는 효율이 높을 수는 있다.

## 같이 보기
- 반사
- 정반사
- 시안 반사율